# بریگاخ (زنکت گئورگن)
بریگاخ (به آلمانی: Brigach) یک منطقهٔ مسکونی در آلمان است که در زنکت گئورگن (جنگل سیاه) واقع شده‌است. بریگاخ ۹۲۱ متر بالاتر از سطح دریا واقع شده‌است.